# Mora (linguística)
Mora é uma unidade de som usada em fonologia que determina o peso silábico (que por sua vez determina o acento tônico e a tipologia rítmica) em algumas línguas. Como muitos termos técnicos da linguística, a definição exata de mora é debatida. O termo, que significa "período de tempo", vem da palavra latina para "pausa, atraso", que também foi usada para traduzir a palavra grega chronos (tempo) em seu sentido métrico.
Uma sílaba com uma mora é chamada monomoraica, e uma com duas moras é chamada de bimoraica. Há também raros casos de sílabas trimoraicas (com três moras).
Em geral, sílabas se formam da seguinte forma:
1. O ataque silábico — a(s) primeira(s) consoante(s) da sílaba — não representa nenhuma mora.
2. O núcleo silábico representa uma mora no caso de vogal breve, e duas moras no caso de vogal longa ou de ditongo. Consoantes servindo como núcleo silábico também representam uma mora quando breves e duas quando longas (o eslovaco é um exemplo de língua com núcleos consonantais longos e breves).
3. Em algumas línguas (por exemplo, no japonês), a coda silábica representa uma mora, mas em outras (por exemplo, no irlandês), não. Em inglês, está claro que a coda de sílabas tônicas representa uma mora (assim, a palavra cat é bimoraica), mas não se sabe com certeza se as codas de sílabas átonas contam como uma mora (a segunda sílaba da palavra rabbit pode ser monomoraica).
4. Em algumas línguas, uma sílaba com uma vogal longa ou um ditongo no núcleo e uma ou mais consoantes na coda se chama trimoraica.

Em geral, sílabas monomoraicas são chamadas de sílabas leves, sílabas bimoraicas de sílabas pesadas e trimoraicas (nas línguas que as possuem) de sílabas extra-pesadas. A maior parte dos linguistas acredita que nenhuma língua usa sílabas que contenham quatro ou mais moras.
O japonês é uma língua famosa por suas qualidades moraicas. A maior parte dos dialetos (incluindo o japonês "padrão") usa as moras como a base do sistema de som, em vez de sílabas. Por exemplo, a poesia haikai em japonês moderno não segue o padrão 5 sílabas/7 sílabas/5 sílabas, como se acredita, mas um padrão de 5 moras/7 moras/5 moras. Por exemplo, em japonês, o -n no final de sílabas conta como uma mora.